# کوروای

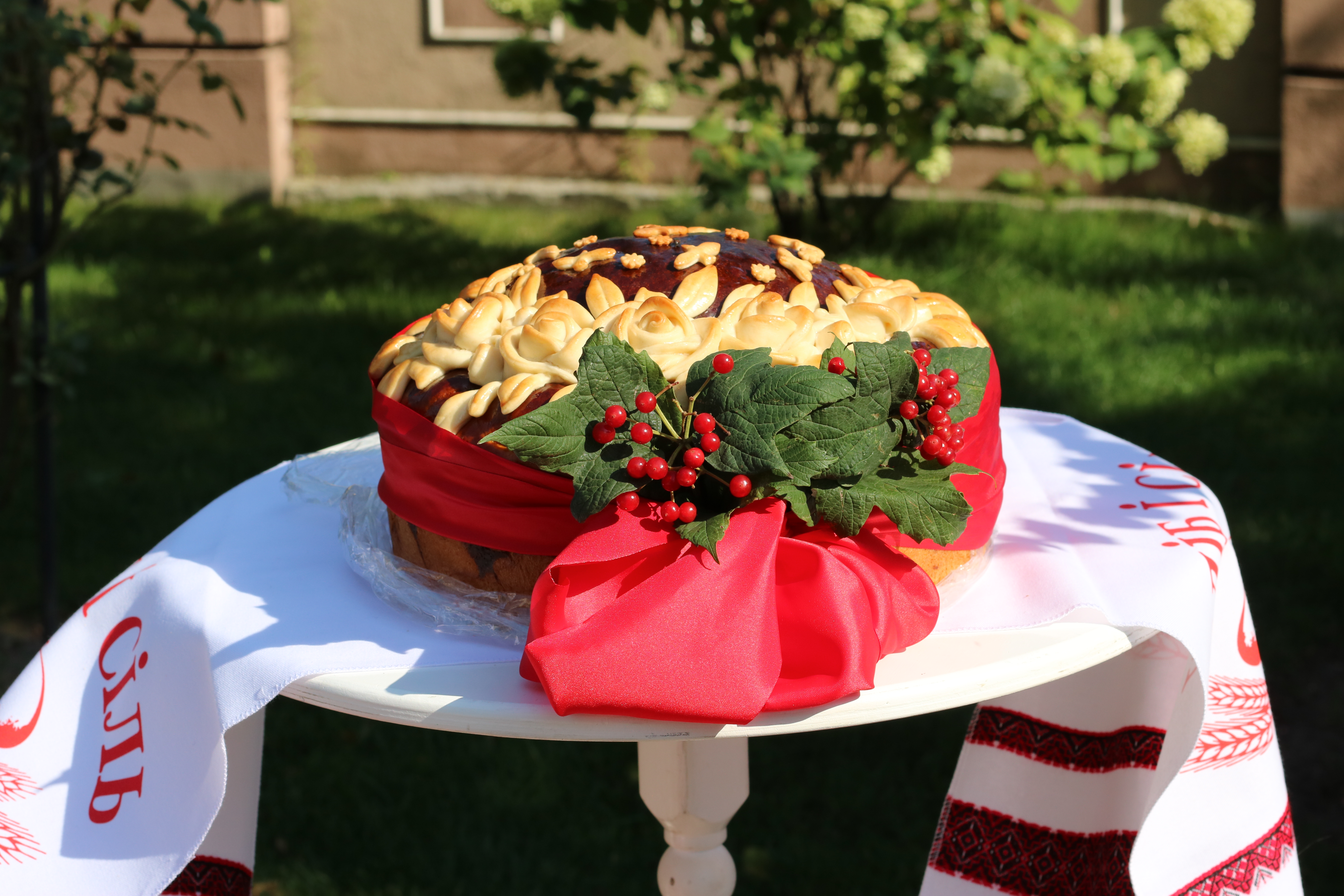
کوروای عروسی در کی‌یف، ۲۰۲۰

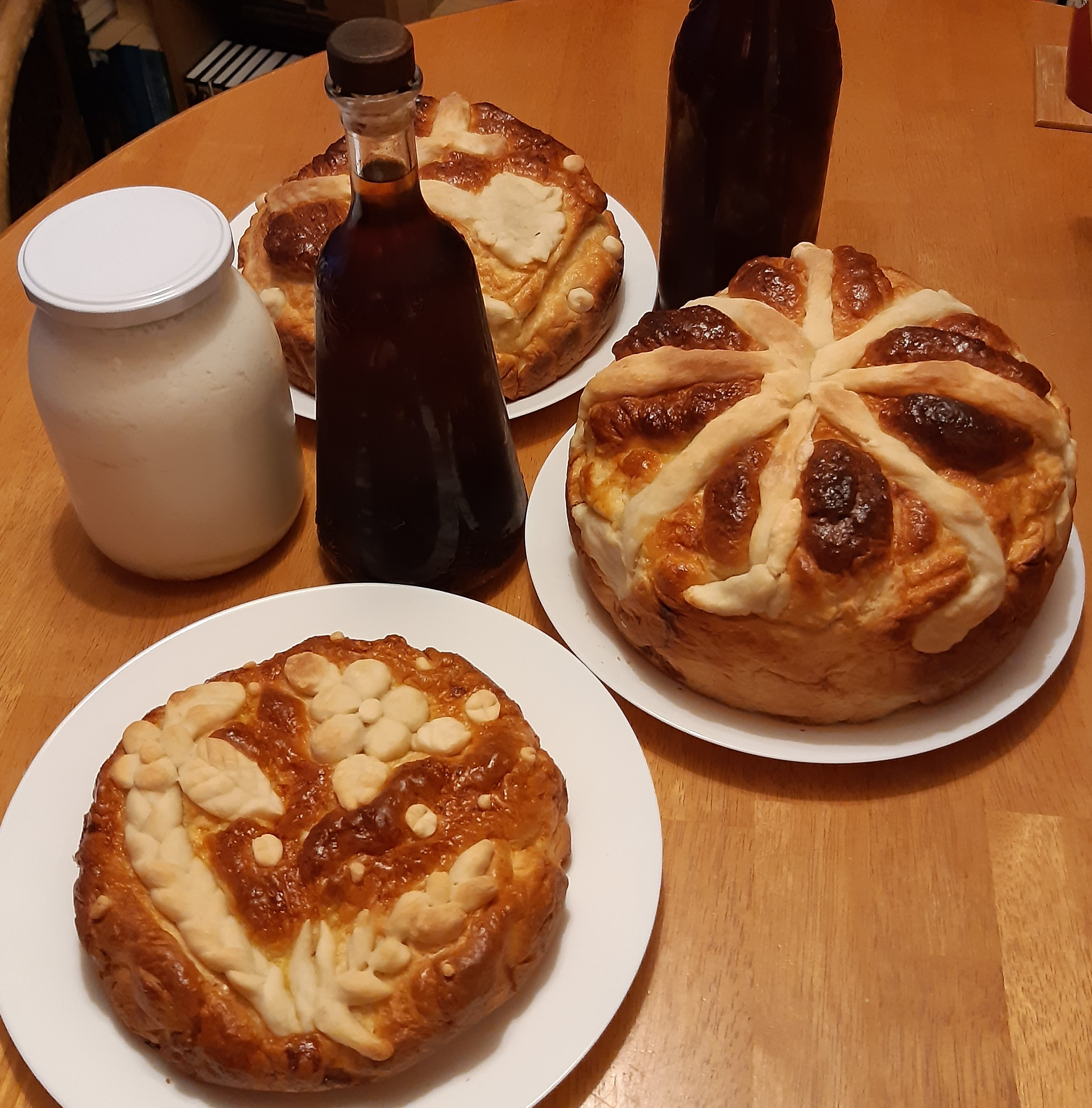
کوروای و کلاش (نان) همراه با کواس و کفیر در یک خانهٔ لهستانی

کوروای (اوکراینی: коровай [koroˈwɑj] ; روسی: коровай قبل از اصلاحات املایی روسی ۱۹۵۶)، کاراوا (مدرن روسی: каравай [kərɐˈvaj]؛ بلاروسی: каравай؛ اسلاوی شرقی باستان: караваи)، یا کراوای (بلغاری: кравай [krɐˈvaj]) یک نان سنتی در آشپزی اوکراینی و آشپزی روسی است که بیشتر در عروسی سرو می‌شود و دارای اهمیت نمادی زیادی است. این نان بخشی از سنت عروسی در بلاروس، روسیه و اوکراین باقی مانده و همچنین در روس‌های دور از وطن و جوامع اوکراینی دور از وطن نیز استفاده می‌شود. استفاده از آن در این کشورها به آداب مهمان‌نوازی و جشن‌های دوران روتنیا باستان بازمی‌گردد. نان مشابهی (لهستانی: korowaj) در بخش‌هایی از شرق لهستان نیز تهیه می‌شود.
یک کوروای گرد عنصری رایج در مراسم نان و نمک برای خوش‌آمدگویی است.

## ریشه‌ها و تزئینات کوروای
این نان ریشه‌های باستانی دارد و از باورهای بت‌پرستی در مورد خواص جادویی دانه نشأت می‌گیرد. کوروای نانی گرد و بافته‌شده بود که معمولاً از آرد گندم تهیه می‌شد و با پرچم‌ها و مجسمه‌های نمادین مانند خورشید، ماه، پرندگان، حیوانات و مخروط‌های کاج تزئین می‌شد. ساقه‌های گندم، گیاهان، آجیل‌ها، گل‌ها و میوه‌ها برای تزئین کوروای استفاده می‌شدند. تزئینات سفید معمولاً از خمیر نمک (Salt dough) که به آن خمیر مرده یا خمیر نانوایی نیز گفته می‌شود، ساخته می‌شد. طراحی نان ثابت نبود و سبک و تزئینات کوروای بسته به منطقه متفاوت بود، اگرچه رنگ‌های قرمز، طلایی و نقره‌ای بیشترین استفاده را داشتند.
نان به‌طور سنتی در خانهٔ عروس توسط زنانی که آوازهای سنتی می‌خواندند تا آنها را در تهیهٔ نان راهنمایی کنند، تهیه می‌شد. این زنان «کوروواینتسی» نامیده می‌شدند و معمولاً به تعداد فرد، اغلب هفت نفر، برای تهیهٔ نان دعوت می‌شدند.
تزئینات نقش نمادین داشتند. دو پرنده که از خمیر ساخته شده بودند، نمایانگر زوج بودند و پرندگان دیگر نمایانگر خانواده و دوستان بودند. تمام این تزئینات با حلقه‌ای از پیچ تلگرافی (سرده) که نماد عشق و پاکی است، احاطه شده بود. کوروای پیش از قرار گرفتن در فر، مورد برکت قرار می‌گرفت.
عروس و داماد پیش از مراسم عروسی کوروای را به‌عنوان برکت دریافت می‌کردند. کوروای بین مهمانان عروسی تقسیم می‌شد و این به‌عنوان اوج مراسم عروسی در نظر گرفته می‌شد. در دوران سختی‌ها، زمانی که برگزاری عروسی ممکن نبود، برکت و تقسیم نان اغلب به‌عنوان معیار کافی برای تشکیل ازدواج در نظر جامعه محسوب می‌شد.

## تقسیم کوروای
بخش بالایی کوروای نمایانگر ماه است؛ این بخش به دو نیم تقسیم می‌شود و به زوج عروس و داماد تعلق دارد، برش بعدی به مادر و پدر عروس داده می‌شود و به همین ترتیب ادامه می‌یابد. در شرق اوکراین، مادر یک جفت کفش از خمیر دریافت می‌کند و پدر یک جغد از تزئینات کوروای دریافت می‌کند.
بخش پایینی کوروای که «پیدوشوا» (pidoshva) نامیده می‌شود، می‌تواند با مهمانان و گروه موسیقی به‌عنوان نمادی از شانس خوب و رونق آینده به اشتراک گذاشته شود.